# Malaria álgida
La malaria álgida (del latín algĭdus, que significa tener frío) es una complicación poco frecuente de la malaria. Ocurre en el 0,37% de los casos de infección por Plasmodium falciparum (con mayor frecuencia), y en ocasiones también por  P. vivax. Se caracteriza por trastornos hemodinámicos como el shock con cambios metabólicos pronunciados e hipotermia. 

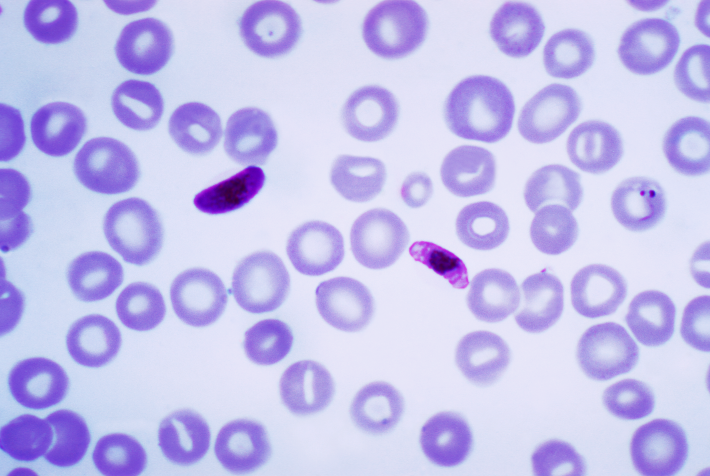
Plasmodium falciparum en sangre. Agente etiológico más común de la malaria álgida

## Diagnóstico
En el diagnóstico de la malaria álgida deben tenerse en cuenta los hechos que anteceden a la enfermedad. Este tipo de malaria perniciosa ataca a personas que han sufrido ya uno o más ataques previos de malaria. También hay que considerar el antecedente de haber residido en lugares endémicos de malaria, ya que el episodio previo puede haber pasado desapercibido por el paciente.
El diagnóstico se basa en las pruebas clínicas y de laboratorio. En las pruebas clínicas se evalúan la periodicidad de la fiebre y los efectos de la quinina; y en las de laboratorio la presencia del parásito o de sus productos.

## Sintomatología
Ataques definidos o indefinidos de fiebre, o aparición alternativa de escalofríos y fiebre. Dolores mal definidos en la espalda y las extremidades, y a veces dolor de cabeza, casi siempre con periodicidad. Falta de inclinación al esfuerzo, ya sea mental o físico, pérdida del apetito, indigestión con ataques de diarrea o estreñimiento (con mayor frecuencia estreñimiento). Los glóbulos rojos, la hemoglobina y los leucocitos mononucleares se encuentran disminuidos. El músculo cardíaco sufre como consecuencia de la toxemia, se vuelve flácido y con frecuencia se puede escuchar un soplo hémico. La orina es oscura y contiene un exceso de uratos y urobilina. El bazo se agranda de manera que con frecuencia puede palparse debajo del borde libre de las costillas. También hay hepatomegalia. La lengua suele tener una capa blanca o marrón en el dorso y los bordes aparecen de color rojo. Las conjuntivas se ven  amarillentas, a veces con un sustrato blanco nacarado. La piel  dura adquiere una tonalidad  amarillo verdosa. Algunos casos no muestran ictericia, sino que simplemente aparecen anémicos.
Algunos pacientes son ingresados en un estado de colapso, con una presión arterial sistólica inferior a 80 mmHg (10,7 kPa) en la posición supina (de menos de 50 mmHg (6,67 kPa) en los niños), una piel fría y sudorosa, cianótica; constricción de las venas periféricas, pulso rápido y débil. En algunos países, este cuadro clínico se asocia a menudo con una septicemia por bacterias Gram negativas.
El colapso circulatorio también se observa en pacientes con edema pulmonar o acidosis metabólica, y tras una hemorragia gastrointestinal masiva o rotura del bazo. La deshidratación con hipovolemia también puede contribuir a la hipotensión.
Las manifestaciones clínicas del cólera son muy similares, por ejemplo el estado de colapso y los síntomas gastrointestinales son sorprendentemente similares. Sin embargo, a diferencia de la malaria álgida, el cólera se presenta como epidemia. Tampoco encontramos la espleno y hepatomegalia características de la malaria álgida ni el plasmodium en sangre.

## Tratamiento
El primer paso debe ser el reemplazo de líquidos parenterales, basado en un déficit del volumen estimado individual. Como hay riesgo de desencadenar edema pulmonar agudo en los casos de hiperhidratación, la reposición de líquidos debe controlarse siempre que sea posible, mediante la medición de la presión venosa central o la presión arterial pulmonar. Ante la falta de mejoría clínica, se debe optar por el uso de aminas vasoactivas (cuyo fallo sugiere el diagnóstico de insuficiencia suprarrenal). También se debe considerar la posibilidad de infección bacteriana asociada a la realización obligatoria de pruebas microbiológicas. Mientras se obtienen los resultados de las mismas, se deberá tratar al paciente con antibióticos de amplio espectro, por ejemplo una penicilina o cefalosporina en combinación con una dosis única de gentamicina. Una vez que los resultados de los hemocultivos y pruebas de sensibilidad estén disponibles, se procederá a la administración del antibiótico adecuado.